# Kanton Olonzac
Kanton Olonzac (francouzsky Canton d'Olonzac) je francouzský kanton v departementu Hérault v regionu Languedoc-Roussillon. Tvoří ho 13 obcí.

## Obce kantonu
- Aigne
- Azillanet
- Beaufort
- Cassagnoles
- La Caunette
- Cesseras
- Félines-Minervois
- Ferrals-les-Montagnes
- La Livinière
- Minerve
- Olonzac
- Oupia
- Siran